# 124 Alkeste
124 Alkeste је астероид главног астероидног појаса. Приближан пречник астероида је 76,36 km,
а средња удаљеност астероида од Сунца износи 2,629 астрономских јединица (АЈ).
Инклинација (нагиб) орбите у односу на раван еклиптике је 2,953 степени, а орбитални период износи 1557,007 дана (4,262 године). Ексцентрицитет орбите астероида износи 0,077.
Апсолутна магнитуда астероида износи 8,11 а геометријски албедо 0,172.
Астероид је откривен 23. августа 1872. године.